# Суриц, Елизавета Яковлевна
Елизаве́та Я́ковлевна Су́риц (25 февраля 1923, Берлин, — 12 июня 2021, Москва) — советский и российский историк балета, театральный критик, переводчик; кандидат искусствоведения (1970), заслуженный деятель искусств Российской Федерации (2000).

## Биография
Родилась в семье советского дипломата Якова Захаровича Сурица и Елизаветы Николаевны Карповой. В 1949 году окончила театроведческий факультет ГИТИСа.
В 1950-е годы внештатно работала в Государственном центральном театральном музее имени А. А. Бахрушина. В 1959—1964 году — старший редактор Центральной театральной библиотеки (Москва). С 1964 года — научный сотрудник, с 1989 года — ведущий научный сотрудник Всесоюзного научно-исследовательского института искусствознания (Государственный институт искусствознания — с 1995 года).
С начала 1950-х годов выступала в печати — до конца 1960-х годов как балетный критик, позже — как историк балета. Специализировалась на истории русского балета за рубежом, истории балета США, истории московского балета XIX—XX веков, истории балет и студийного движения в России 1920-х годов.
Автор многочисленных статей и редактор энциклопедических изданий: Театральной энциклопедии (1961—1967), Большой советской энциклопедии (1969—1978), энциклопедий «Балет» (1980) и «Русский Балет» (1997), Новой российской энциклопедии (с 2003), Большой российской энциклопедии (с 2004), «Энциклопедии Большого театра» (выход планировался в 2011).
Консультант и автор английского словаря «International Dictionary of Dance» (1993), французского балетного словаря издательства Larousse (1996 и 2008), американской «Dance Encyclopedia» (1998), справочника «World Ballet and Dance», выходившего в Лондоне в 1990-х годах. Также публиковалась в американских журналах «Ballet Theatre» и «Ballet Revue». Член редколлегии российского журнала «Балет» и американского «Dance Chronicle».
Когда она успевала работать и писать так много — не только для российской науки, но и зарубежной, остаётся загадкой. У неё часто бывали гости — профессора из США, Великобритании, Германии, Японии. Она великолепно знала несколько иностранных языков и свободно общалась со всеми.
 Единственно, что она не переносила — непрофессионализма. Но и тут ей было свойственно удивительное чувство такта.Владимир Кремень, киновед, сценарист, режиссёр — 17.06.2021
Скончалась 12 июня 2021 года в Москве. Прах захоронен на Введенском кладбище.

### Семья
- Сестра — Гедда Яковлевна Суриц (1909—1984), геофизик;
- Муж — Владимир Александрович Варковицкий (1916—1974), балетмейстер, сын писательницы Лидии Варковицкой;
- Племянники:

- Елена Александровна Суриц, переводчик;
- Сергей Александрович Ниточкин, издатель.

## Награды и звания
- кандидат искусствоведения (1970);
- заслуженный деятель искусств Российской Федерации (18 ноября 2000)[5];
- благодарность Министра культуры и массовых коммуникаций Российской Федерации (6 июля 2006) — за  активную и многолетнюю плодотворную работу по пропаганде отечественного хореографического искусства и в связи с 25-летием основания автономной некоммерческой организации «Редакция журнала «Балет»[6];
- международная премия Станиславского в номинации «Театроведение» (2019).